# ペドロ・ディアス
ペドロ・ディアス・ファンフル（Pedro Díaz Fanjul、1998年6月5日 - ）は、スペイン・アストゥリアス州シエロ出身のサッカー選手。リーグ・ドゥ・FCジロンダン・ボルドー所属。ポジションはMF。

## クラブ経歴
アストゥリアス州のシエロに生まれ、2014年に地元強豪クラブであるスポルティング・デ・ヒホンのカンテラに加入した。2014-15シーズンにBチームデビューを果たすと、2017年9月6日、コパ・デル・レイのCFレウス・デポルティウ戦にてトップチームデビューを飾った。2019-20シーズン開幕前に正式にトップチームへと昇格。
2023年8月3日、FCジロンダン・ボルドーに移籍した。